# Tiberius Claudius Africanus
Tiberius Claudius Africanus war ein im 1. Jahrhundert n. Chr. lebender Angehöriger des römischen Ritterstandes (Eques).
Durch eine Inschrift, die bei Syene gefunden wurde und die auf 98/99 datiert ist, ist belegt, dass Africanus Präfekt der Cohors I Hispanorum equitata war, die zu diesem Zeitpunkt in der Provinz Aegyptus stationiert war.